# إنتيتوموماب
إنتيتوموماب هو جسم مضاد وحيد النسيلة بشري يستخدم في علاج الأورام الصلبة، طورته سينتوكور.